# Syndikalisten (1995)
Syndikalisten (1995-) är Sveriges Arbetares Centralorganisations (SAC) medlemstidning. Den utkommer med sex nummer per år och har en upplaga på 6 000 exemplar. Hette tidigare SAC-kontakt.